# Mittleres Immergrün
Das Mittlere Immergrün (Vinca difformis) ist eine Pflanzenart aus der Gattung Immergrün (Vinca) in der Familie der Hundsgiftgewächse (Apocynaceae).

## Merkmale
Das Mittlere Immergrün ist ein immergrüner Halbstrauch, mit kriechendem, bis zu 2 Meter langem und an den Knoten wurzelndem Spross. Am Spross bilden sich sterile, niederliegende Seitenäste und aufrechte Blütensprossen, die Wuchshöhen von 50 Zentimeter erreichen. Die Blätter sind gegenständig, kurz gestielt, eiförmig, an den Rändern kahl und haben eine Länge von 2,5 bis 7 Zentimeter. Die Blüten sind gestielt und einzeln in den oberen Blattachseln angeordnet. Der Kelch ist bleibend, die Kelchzipfel sind pfriemlich, 5 bis 14 Millimeter lang und kahl. Die Krone ist blassviolett und 3 bis 4,5 Zentimeter breit. Die Kronröhre ist bis zu 18 Millimeter lang, trichterig und weist 5 Kronzipfel auf, die flach ausgebreitet, vorn schief abgeschnitten und bis 16 Millimeter lang sind.
Die Blütezeit reicht von Februar bis Mai.
Die Chromosomenzahl beträgt 2n = 46.

## Vorkommen
Das Mittlere Immergrün kommt im westlichen Mittelmeergebiet mit Algerien und Marokko östlich bis Italien vor. Auf den Azoren kommt es eingebürgert vor. Es wächst an schattigen, feuchten Stellen und in Hecken.

## Systematik
Man kann zwei Unterarten unterscheiden:
- Vinca difformis subsp. difformis: Sie kommt im zentralen Mittelmeerraum und auf den Azoren vor.[3]
- Vinca difformis subsp. sardoa Stearn (Syn.: Vinca sardoa (Stearn) Pignatti): Sie kommt auf Sardinien vor.[3] Sie unterscheidet sich von der subsp. difformis durch winzige Härchen an den Blatträndern und Kelchzipfeln und durch 6–7 Zentimeter breite Blüten.[4]